# Peter Fister
Peter Fister (* 26. Februar 1939 in Haldensleben) ist ein deutscher Pauker und Arrangeur.

## Leben
Peter Fister studierte Musik in Magdeburg und Leipzig. Beim Staatstheater in Oldenburg arbeitete er zunächst als Solo-Pauker. Im Jahr 1964 wurde er Mitglied des Kleinen Orchester des Südwestfunkes in Freiburg. Ab 1970 arbeitete er in Baden-Baden als Mitglied des Sinfonieorchesters des Südwestfunks. Seit dem Jahr 1965 betätigte er sich auch als Dirigent für Blasorchester im Amateurbereich. Im Jahr 1979 gründete er den Peter-Fister Musikverlag in Gernsbach mit dem Ziel, konzertante Werke für Amateurblasorchester in künstlerisch vertretbarer Qualität zu publizieren. Zu seinen populären Arrangements zählt eine Bearbeitung von Erinnerungen an Circus Renz.

## Werke
- Ferdinand David (Komponist, Opus 4), P. Fister (Arrangeur): Concertino, für Posaune oder Tenorhorn und Blasorchester, 1987
- Albert Lortzing (Komponist), P. Fister (Arrangeur): Thema und Variationen für Solotrompete und Orchester, für Blasorchester, HeBu-Musikverlag 2001
- Gustav Mahler (Komponist), P. Fister (Arrangeur): Hymnus nach dem 6. Satz der 3. Sinfonie, für Blasorchester, Peter-Fister-Edition 2005